# Крама
Крама — білоруський рок-гурт, заснований у Мінську, у 1991 році, на базі гурту «Рокіс».

## Історія
Майбутній лідер групи «Крама» був відомий в білоруському рок-середовищі від середини 1980-х, коли співав у легендарному гурті «Бонда». Але коли гурт розпався, Ігор вирішив переїхати до рідних Барановичів, де з 1990 року жив із сім'єю і працював за фахом — художником. Раптом влітку 1991 року йому зателефонував Ілля Шевчик і запросив співати в групу «Рокіс». Ворошкевич вагався, тому скоро решта учасників «Рокіс» вирішили приїхати до нього в Барановичі.
Через кілька місяців «Рокіс» з Ворошкевичем вже записав альбом «Народжений тут». За словами самого співака, це був дуже неприродний у всіх сенсах продукт, далі працювати над яким він не хотів. Але протягом року, коли Ігор жив в Барановичах перед викликом у «Рокіс», він записував для себе на гітарі деякі мелодії. Саме тоді з'явилися «Що допоможе нам», «Комендант», «Біжи хлопець» та інші. Якось під час репетицій ці мелодії були представлені гурту і припали до смаку.
Незабаром «Рокіс» на студії «Піснярів» записав чотири пісні: «Біжи хлопець», «Зрадник», «За келихом пива», «Випий зі мною до дна». Це була інша музика, тому Ворошкевич запропонував змінити назву, що й було зроблено, попри те, що подобалося це не всім. Назва «Крама» була серед варіантів ще під час пошуку назви для «Бонди» в кінці 1984 року.
Далі були три дуже успішні альбоми за три роки («Хворий на рок-н-рол» 1993, «Гей, там, наливай!» 1994, «Комендант» 1995) та багато хітів. У 1994 році «Крама» отримала на батьківщині «Рок-корону», а також була переможницею російського фестивалю «Покоління» в Москві, наступного року гурт багато гастролював по Польщі. Піковим Ігор Ворошкевич вважає 1995—1996 роки, які були найбільш творчим і рок-н-рольним часом для групи. Останнім яскравим моментом цього періоду став концерт до п'ятиріччя групи.

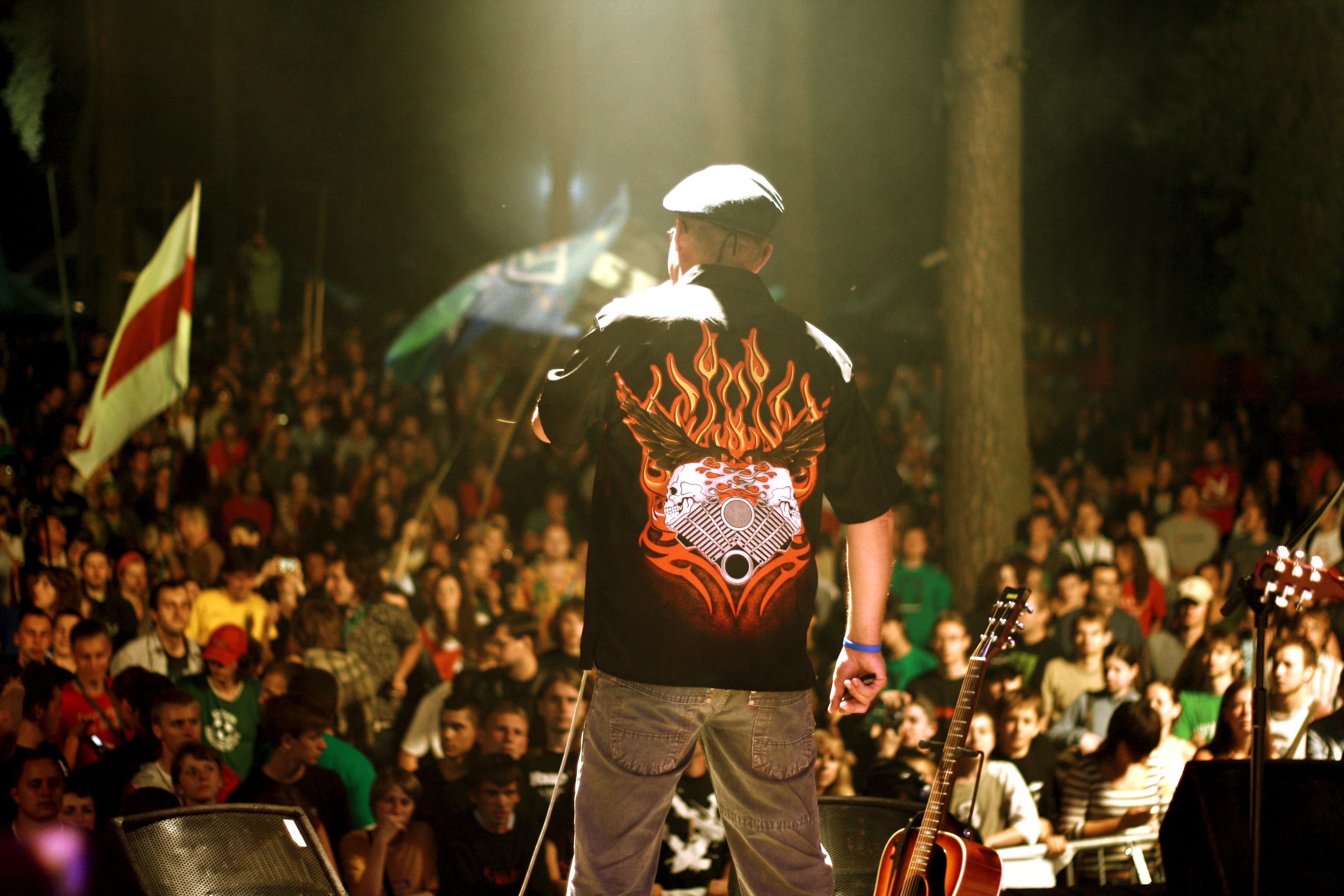
Крама на фестивалі «Басовище-2007»

Потім почалися проблеми. Провісником цього був вихід з гурту відразу після 5-річчя бас-гітариста Руслана Правди. Погіршилася атмосфера в групі, почалася творча криза. Додавало суму особисте життя Ігоря: помер його дід, потім батько, потім бабуся, потім він розійшовся з дружиною.
У 1999 році гітарист Ілля Шевчик пішов з групи, щоб розпочати спільний з Олексієм Козловським музичний проект «Mojo Blues» подібної до "Крами" стилістики, але англомовний.
Диск «Що допоможе нам» (1998) не зарадив, бо звучав так, наче був записаний під примусом. Наприкінці тисячоліття Ворошкевич взагалі збирався завершити свою музичну кар'єру.
Ідея записати найкращі пісні «Крами» чекала свого часу багато років. Основною причиною цього була дуже погана якість ранніх записів. У якийсь момент настав час для реалізації давньої мрії. Допомогти здійснити мрію зголосилися музики групи Apple Tea на чолі з Ігорем Сацевичем — порадили студію, зробили деякі аранжування та зіграли на ряді пісень.
Матеріал для диску Ворошкевич вибирає сам. Більшість пісень на ньому — з першого альбому «Хворий на рок-н-рол» — 5 з 14. Але попри це на збірці вистачило місця для представників всіх студійних альбомів «Крами», причому не тільки хітів.
У 2007 році вийшов черговий диск колективу, «Все життя — дивний сон».

## Винагороди
У 1994 році, у Мінську, відбулася перша «Рок-каранацыя» — захід альтернативної білоруської музики, на якому «Крама» здобула головну нагороду (Велику Корону), як найкраща рок-група країни. Протягом наступних років, гурт отримував малі рок-корони в номінаціях «За вірність жанру» (1995), «Традиції і сучасність» (1999), «Найкращий альбом» (альбом «Ховайся в бульбу», 2001), «Блюз-рок виконавець» (2004—2005).

## Заборона
Після виступу з нагоди десятиліття правління Олександра Лукашенка, деякі білоруські гурти потрапили під негласну заборону, через яку, зокрема, не мали можливості потрапляти в ефір на білоруських радіостанціях і отримували відмову на спроби виступити на більшості концертних майданчиків країни. Так, одного разу на запит про причини заборони концерту «Крами» — була отримана відповідь про «низький художній рівень» творчості групи.. Під час цих подій група була змушена виступати за межами Білорусі, або на невеликих і досить приватних заходах. Через деякий час частина заборонених музикантів була запрошена до тодішнього ідеолога адміністрації президента Олега Пролесковського, в ході бесіди з яким, зокрема, було отримано обіцянку скасувати так звані «чорні списки» музикантів для присутніх груп.
З того часу «Крама» неодноразово виступала на досить великих заходах на кшталт «Рока по канікулах-2008» і «Bela music–2009», тому можна вважати, що заборона дійсно скінчилась.

## Дискографія

### Альбоми
- Хворы на Rock-n-Roll (MC, 1993)
- Vodka on Ice (CD, 1993, перевиданий у 2003 році)
- Гэй там налівай (MC, 1994)
- Камэндант (MC, 1995)
- Што дапаможа нам (MC, 1998)
- Хавайся ў бульбу (CD, 2001)
- Усё жыцьцё — дзіўны сон (CD, 2007)
- Белая вада[be] (CD, 2014)
- Зацьменны блюз (2021)

### Збірки
- Наваполацкі канцэрт — Live-1996 (2004)
- Будзь разам з намі — The Best (2005)

### Сингли
- Enjoy the Silence (2003)